# Флаг инженерных войск России
Флаг инженерных войск России.

Флаг инженерных войск России, 2005 г.

Флаг инженерных войск утверждён приказом Министра обороны России 30 апреля 2005 года.

Описание флага
Флаг инженерных войск представляет собой прямоугольное двустороннее полотнище. Рисунок лицевой и оборотной сторон полотнища одинаков и представляет собой четырёхконечный крест белого цвета с расширяющимися концами и с равноразделёнными между концами креста красно-чёрно-красными углами.
В центре полотнища — изображение серебряных отвала путепрокладчика, сапёрной кошки, пылающей гренады с молниями и перекрещённых топоров, обрамлённых сверху зубчатым колесом (шестерёнкой)
Отношение ширины флага к его длине 2:3. Отношение ширины изображения к длине флага — 1:3.